# Suzanne Chevet
Pour les articles homonymes, voir Chevet (homonymie).
Suzanne Chevet, dite Suzy Chevet, née Suzanne Goubard le 25 septembre 1899 à Montjean-sur-Loire et morte le 15 septembre 1972 à Nice, est une militante syndicaliste libertaire et anarchiste française.
Elle est directrice de publication de la « revue culturelle et littéraire d'expression anarchiste » La Rue, éditée par le « Groupe libertaire Louise-Michel » à partir de mai 68.

## Biographie

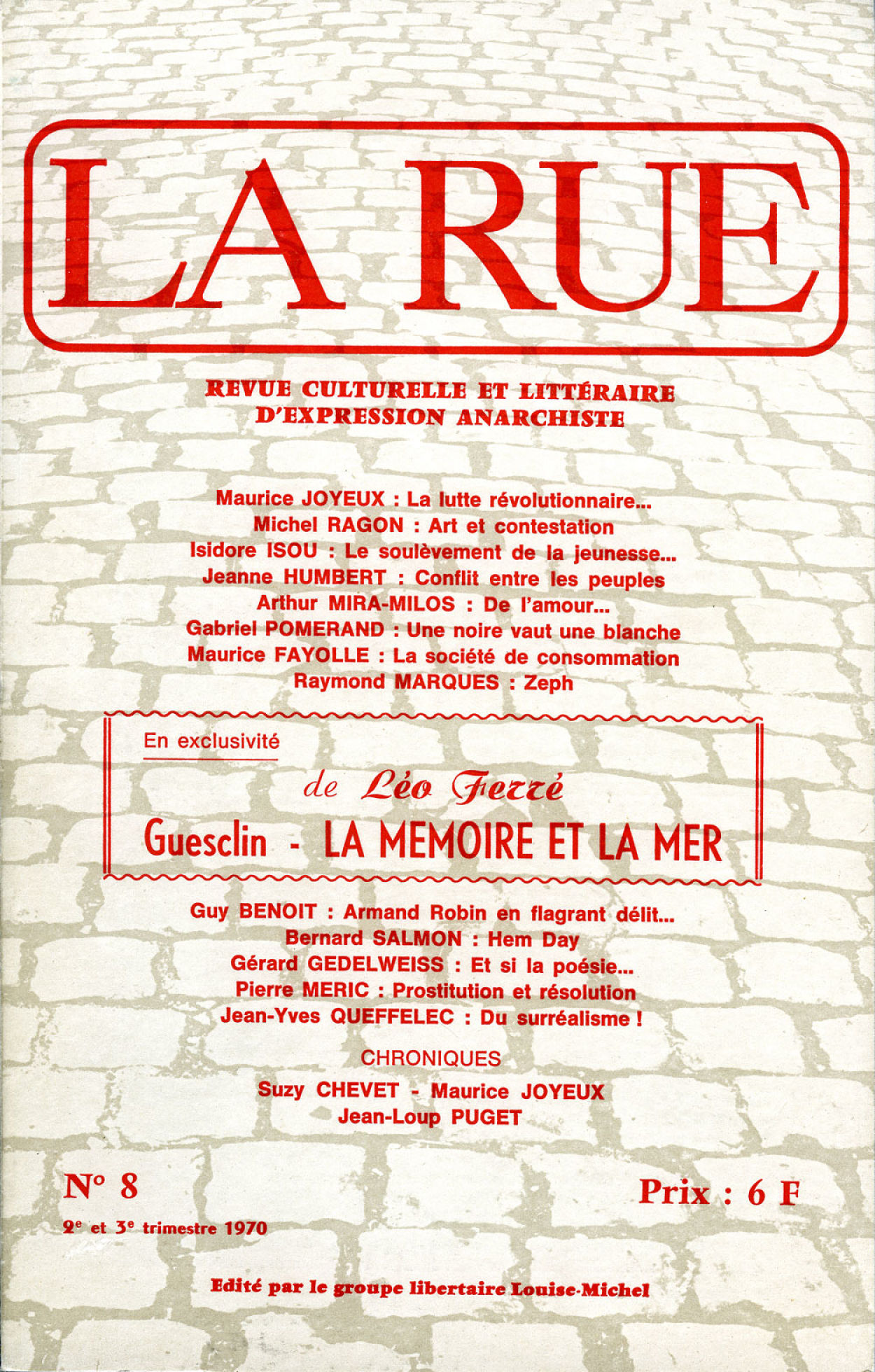
Le numéro 8 de la revue La Rue, en 1970.

Suzanne Chevet né à Montjean-sur-Loire en septembre 1899,,, élève de l'École normale d'institutrices d'Angers devient institutrice, mais n'enseignera pratiquement jamais.
C'est au Parti socialiste, tendance Gauche révolutionnaire animée par Marceau Pivert, qu'elle s'engage en politique, puis en 1938, au Parti socialiste ouvrier et paysan.
Elle se fixe à Saint-Malo, où elle travaille dans les bureaux du service de l'emploi. Parallèlement, elle s'investit dans le mouvement des Auberges de Jeunesse et en crée une à Saint-Malo.
En 1938, elle participe aux Comités d'aide à la révolution espagnole. En 1941, elle est révoquée de l'enseignement et assignée à résidence à Saint-Malo par le régime de Vichy.
Dans les mois qui suivent, après avoir mis sa fille en sûreté, elle organise une filière d'évasions passant par l'île anglo-normande de Jersey. Arrêtée par la Gestapo en 1942, elle est transférée à Angers mais réussit à s'évader et à rejoindre Lorient où, sous une fausse identité, elle travaille dans les bureaux du Service du travail obligatoire jusqu'à la Libération. Position stratégique qui lui permet de renseigner utilement la Résistance.
Après la Libération, elle est embauchée au Ministère du Travail.
En 1945, elle rencontre Maurice Joyeux qui devient son compagnon,.
Elle est parmi les refondateurs de la Fédération anarchiste aux côtés de, notamment, Robert Joulin, Henri Bouyé, Maurice Joyeux, Georges Fontenis, Renée Lamberet, Georges Vincey, Aristide et Paul Lapeyre, Maurice Laisant, Maurice Fayolle, Giliane Berneri, Solange Dumont, Roger Caron, Henri Oriol et Paul Chery.
Elle en anime le « Groupe de l'Ouest » qui devient le « Groupe libertaire Louise Michel ».

### Engagements
Elle est initiée en franc-maçonnerie à la loge « Raspail » du Droit humain à Paris, puis s'affilie à la loge « Louise Michel ». Elle anime la fraternelle maçonnique du 18e arrondissement et adhère à La Libre Pensée ainsi qu'à la Ligue des Droits de l'Homme.
Elle est parmi les fondateurs, en 1947, du syndicat Force ouvrière dont elle devient membre de la commission exécutive de la région parisienne. Elle est membre de la Fédération des fonctionnaires et participe à la plupart des congrès de FO entre 1948 et 1971.
Organisatrice de nombreux galas de soutien, à la Fédération anarchiste où Georges Brassens, Léo Ferré et Jean Yanne font leurs débuts. Elle prend part à la création de la revue La Rue et collabore au Monde libertaire dont elle est secrétaire de rédaction.
Elle meurt, renversée par une voiture à Port Grimaud, le 15 septembre 1972.

### Sources et bibliographie
- Dictionnaire international des militants anarchistes : notice biographique.
- L'Éphéméride anarchiste : notice biographique.
- Centre International de Recherches sur l'Anarchisme (Lausanne) : notice bibliographique.
- René Bianco : 100 ans de presse anarchiste - notice
- Léo Campion, Le Drapeau noir, l'Équerre et le Compas : les Maillons libertaires de la Chaîne d'Union, Éditions Alternative libertaire, 1996, lire en ligne, pdf.
- Cédric Guérin, Anarchisme français de 1950 à 1970, Mémoire de Maitrise en Histoire contemporaine sous la direction de Mr Vandenbussche, Villeneuve d’Ascq, Université Lille III, 2000, texte intégral, pdf.
- BNF : Interviews de Maurice Joyeux et Suzy Chevet (Mme Joyeux), enregistrement sonore, notice.